# 탄천면
탄천면(灘川面)은 대한민국 충청남도 공주시의 면이다. 넓이는 64.50km2이고, 인구는 2013년 기준으로 1,665세대, 3,522명이다.

동쪽으로는 논산시 노성면, 서쪽으로는 청양군 청남면과 부여군 부여읍, 남쪽으로는 부여군 초촌면, 북쪽으로 이인면과 접해 있는 공주시의 최남단 지역이다.

## 연혁
1914년의 행정구역과 현재의 행정구역 비교
| 1914년          | 1914년 | 현재          | 현재 |
| 면              | 리 | 시·구·면      | 리 |
| --------------- | --- | ------------- | --- |
| 탄천면 (灘川面) | 가척리, 견동리, 광명리, 국동리, 남산리, 대학리, 덕지리, 분강리, 삼각리, 성리, 송학리, 안영리, 운곡리, 유하리, 장선리, 정치리, 화정리 | 공주시 탄천면 | 가척리, 견동리, 광명리, 국동리, 남산리, 대학리, 덕지리, 분강리, 삼각리, 성리, 송학리, 안영리, 운곡리, 유하리, 장선리, 정치리, 화정리 |
| 탄천면 (灘川面) | 반송리, 복룡리, 신영리, 운암리, 이곡리                                                                                               | 공주시 이인면 | 반송리, 복룡리, 신영리, 운암리, 이곡리                                                                                               |

- 백제시대 : 웅천 지역에 속했다.
- 신라시대 : 웅주 지역에 속했다.
- 조선시대 : 신상면으로 개칭했다.
- 1914년 4월 1일 : 행정구역 개편으로 공주군 곡화천면 일부와 진두면, 반탄면 및 부여군 몽도면, 노성도 소파면 일부를 병합하여 탄천면을 신설했다.
- 1983년 2월 15일 : 반송리, 복룡리, 운암리, 이곡리가 이인면에 편입되었다.
- 1987년 1월 1일 : 신영리가 이인면에 편입되었다.
- 1995년 1월 1일 : 공주군에서 공주시로 행정구역개편[2]

## 법정리
- 삼각리(三角里): 행정복지센터 소재지.
- 가척리(加尺里)
- 광명리(光明里)
- 견동리(見東里)
- 국동리(菊洞里)
- 남산리(南山里)
- 대학리(大鶴里)
- 덕지리(德芝里)
- 분강리(汾江里)
- 성리(聖里)
- 송학리(松鶴里)
- 안영리(安永里)
- 운곡리(雲谷里)
- 유하리(柳下里)
- 장선리(長善里)
- 정티리(鼎峙里)
- 화정리(花井里)

## 교육
- 탄천초등학교 (삼각리)
  - 대학분교 (폐교) - 탄천면 대학리 164-1
  - 가척분교 (폐교) - 탄천면 가배실로 384 (가척리)
- 덕지초등학교 (폐교) - 탄천면 효자길 100 (덕지리)
- 탄천중학교 (삼각리)

## 출신 인물
- 정운찬 - 제40대 국무총리 (탄천면 덕지리 출신)